# وار
وار هو فيلم من نوع رعب أُصدر في 16 نوفمبر 2013. الفيلم من إنتاج وتوزيع FilmDistrict ‏. وهو من إخراج ويليام برينت بيل.

## القصة
تقع أحداث الفيلم في باريس.

## طاقم التمثيل
- أ. جيه. كوك

## الإنتاج
موسيقى الفيلم التصويرية كانت من تأليف Brett Detar ‏.

## وصلات خارجية
- وار على موقع IMDb (الإنجليزية)
- وار على موقع روتن توميتوز (الإنجليزية)
- وار على موقع قاعدة بيانات الأفلام العربية
- وار على موقع ألو سيني (الفرنسية)
- وار على موقع أول موفي (الإنجليزية)
- وار على موقع فيلمافينيتي (الإسبانية)
- وار على موقع قاعدة بيانات الفيلم (الإنجليزية)
- وار على موقع ليتربوكسد (الإنجليزية)
- وار على موقع كينوبويسك (الروسية)